# Лиманский-Первый сельский совет
Лиманский-Первый сельский совет (укр. Лиманська Перша сільська рада) — входит в состав
Решетиловского района
Полтавской области
Украины.
Административный центр сельского совета находится в 
с. Лиман Первый.

## Населённые пункты совета
- с. Лиман Первый
- с. Бузиновщина
- с. Мирное
- с. Туры